# Финвал
Финва́л, или сельдяной кит, или обыкновенный полосатик, или сельдяной полосатик, или настоящий полосатик (лат. Balaenoptera physalus), — вид китов из семейства полосатиковых. Является близким родственником синего кита и вторым по величине животным планеты. Финвалов и синих китов объединяет столь близкое родство, что иногда встречаются даже гибриды между этими видами.

## Таксономия
Финвал впервые был описан Фредериком Мартенсом в 1675 г., а затем Полом Дадли в 1725 г. Их описания стали основой для Карла Линнея (Balaena physalus, 1758). Граф Ласепед в начале XIX столетия повторно классифицировал этот вид, назвав его Balaenoptera physalus.
Финвалы принадлежат к семейству полосатиковых (Balaenopteridae), в которое также входят горбатый кит, синий кит, полосатик Брайда, сейвал и малый полосатик. Семейство полосатиковых отличалось от остальных семейств беззубых китов ещё в среднем миоцене. Однако неизвестно, когда именно семейства стали разделяться на независимые ветви. Однако как в Северной Атлантике, так и в северной части Тихого океана время от времени встречаются гибриды между синим китом и финвалом.
По данным 2006 года известно два подвида финвалов, отличающиеся друг от друга по внешнему виду и по издаваемым сигналам. Balaenoptera physalus physalus (Linnaeus 1758), североатлантический финвал, и Balaenoptera physalus quoyi (Fischer 1829), антарктический финвал. Большинство экспертов сходятся во мнении, что есть и третий — северо-тихоокеанский подвид финвала. Эти три группы редко смешиваются.

## Описание

Размер финвала по сравнению с человеком

Взрослые особи, обитающие в Северном полушарии, достигают длину от 18 до 24 метров, в Южном полушарии финвалы несколько крупнее, будучи от 20 до 27 метров в длину. В отличие от большинства других видов китов самки финвалов крупнее самцов, однако весят примерно столько же — от 40 до 70 тонн. Финвал намного стройнее и легче синего кита, длине которого он не уступает. Масса у финвала даже меньше, чем у некоторых менее длинных видов китов, таких как гренландский кит и кашалот.
Спина у финвалов тёмно-серого или тёмно-коричневого цвета, а живот и нижняя сторона плавников — белые. Финвалов можно чётко определить по асимметричному распределению цветов в передней части тела: нижняя челюсть справа белая, а слева тёмного цвета. Эта окраска распространяется и на китовый ус. Ротовая полость и язык окрашены наоборот. От нижней челюсти до пупка тянутся несколько десятков складок.

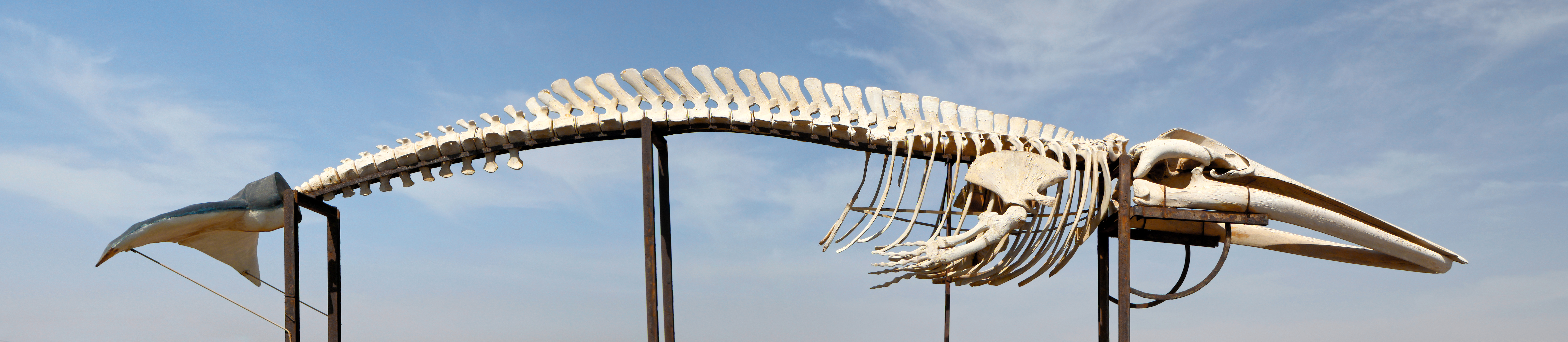
Скелет финвала

## Распространение
Финвалы встречаются во всех океанах, однако избегают прибрежных регионов. В зимние месяцы они мигрируют в субтропические, умеренно тёплые широты, где спариваются и рождают на свет потомство. Летом они мигрируют в более холодные широты Арктики и Антарктики для добычи еды. Так как времена года в обоих полушариях противоположны, южные и северные популяции почти никогда не встречаются у экватора. Некоторые зоологи делят их даже на разные подвиды — северных финвалов (Balaenoptera physalus physalus) и южных финвалов (Balaenoptera physalus quoyi). Южные финвалы примерно на 10 % крупнее северных.

## Поведение

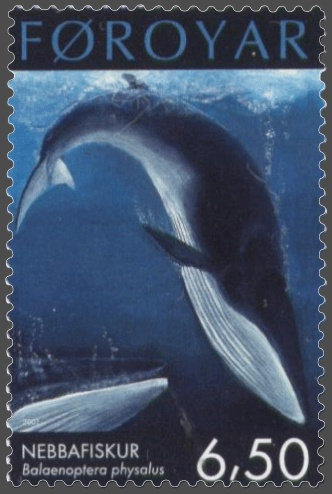
Финвал на почтовой марке Фарерских островов

Финвалы часто встречаются поодиночке, но охотно живут и в небольших группах величиной до шести особей. Изредка наблюдаются и более крупные группы. Финвал передвигается быстрее и умеет нырять глубже, чем большинство других крупных китов. Его скорость достигает 50 км/ч, а глубина погружения может превышать 230 метров. При этом он может проводить под водой около 15 минут без воздуха. Его пища состоит почти исключительно из криля, который фильтруется из воды через китовый ус. Однако финвал не брезгует и небольшими рыбами, плывущими в косяках. Кит с большой скоростью плавает вокруг косяка, заставляет его сжаться в густую кучу, и ложится на бок, чтобы легче поедать рыбу. В день финвал потребляет до двух тонн пищи.
Держится обычно группами по 3—7 особей, реже в одиночку или попарно. На глубину уходит крутой дугой, изгибая и поднимая высоко над водой хвостовой стебель. При этом спинной плавник показывается следом за погружением головы; лопасти хвоста никогда не выставляет. Под водой находится обычно 5—15 минут. Фонтан плотный, конусовидный, высотой до 6 м.
Спаривание и деторождение происходит на протяжении всего года, но пик приходится на зимние месяцы, когда киты в большинстве обитают в теплых водах. Как правило, самки приносят одного детёныша один раз в 2-3 года, однако отмечены случаи многоплодия. Детёныши рождаются после двенадцатимесячной беременности поздней осенью после прибытия в регионы зимовки. Размер новорождённого финвала уже насчитывает шесть с половиной метров, а его масса составляет 1800 кг. Кормление молоком длится около шести месяцев, пока детёныш не вырастает до 10—12 метров. Половой зрелости финвалы достигают в возрасте от шести до десяти лет, ещё не достигнув максимального размера. Средняя продолжительность жизни финвала превышает сто лет.

## Охота и защита
Из-за своей скорости и предпочтения жить вдали от побережья у финвала в лице людей долгое время не было врагов. Лишь в конце XIX века у человека появились технические возможности охотиться на финвала. Поначалу более тяжёлый синий кит представлялся более привлекательной добычей, но когда он был почти полностью истреблён, люди перешли к широкомасштабной охоте на финвала. В одном лишь 1938 году в Южном полушарии было убито 28 тысяч финвалов. Китобойный промысел беспрепятственно продолжался до конца 1960-х, пока популяции финвала не были почти полностью истреблены. В 1982 году Международная китобойная комиссия (IWC) постановила полностью запретить охоту на финвалов, пока их численность не увеличится. В 2006 году правительство Исландии в одностороннем порядке вновь разрешило коммерческую охоту на китов, после чего первый финвал был убит 22 октября 2006 года.
Изначальная численность оценивается в 400 тысяч южных и 70 тысяч северных финвалов. Интенсивная охота сократила их популяцию приблизительно до 5 тысяч особей. И хотя финвалы встречаются чаще, чем синий кит, они считаются крайне редкими животными, стоящими под угрозой исчезновения. Сегодня по разным оценкам в Южном полушарии насчитывается 15 тысяч, в Северном — 40 тысяч финвалов.